# سنتر پارتی
سنتر پارتی (به نروژی: Senterpartiet) یک حزب سیاسی نروژ است. این حزب از نظر لغوی به معنی حزب مرکز است و در عمل نیز در میانه طیف احزاب سیاسی نروژ از چپ به راست واقع شده و با هر دو جناح راست و چپ سابقه همکاری داشته‌است.
سنتر پارتی در سال ۱۹۲۰ تأسیس شد. از سال ۲۰۱۴ رهبر این حزب تریگوه اسلاگسوُلد بوده‌است.
سنتر پارتی به‌طور سنتی با جنبش دهقانی در نروژ مرتبط بوده و سیاستِ داشتن اختیارات محلی و تمرکز زدایی را به عنوان راهبرد اصلی دنبال کرده‌است. این حزب با عضویت نروژ در اتحادیه اروپا و همچنین شراکت نروژ در منطقه اقتصادی اروپا مخالف است.

## پیشینه سنتر پارتی
سنتر پارتی، در نشست عمومی انجمن کشاورزان نروژ، در تاریخ ۱۷ تا ۱۹ ژوئن ۱۹۲۰، تأسیس شد. این زمانی بود که انجمن کشاورزان نروژ، تصمیم گرفت، لیستی از نامزدهای خود انجمن را در انتخابات پارلمانی در سال ۱۹۲۱ پیشنهاد کند. نام و تشکیلات حزبی در سال ۱۹۲۲ مطرح شد و صنف دهقانان، نام انجمن کشاورزان نروژی را بر خود نهاد. سپس فعالیت‌های سیاسی تعریف و تفکیک شده و به یک تشکیلات حزبی جداگانه، تحت عنوان (حزب دهقان) واگذار شد.
انجمن کشاورزان نروژ به یک سازمان صرفاً صنفی و از نظر سیاسی بی‌طرف تعریف شد. روابط سازمانی و مالی با حزب سیاسی دهقان لغو گردید.

ریشه حزب دهقانان به جنبش‌های سیاسی دهقانی در قرن نوزدهم بازمی‌گردد. این جنبش اساساً برای حمایت از منافع صنایع سنتی روستایی و به ویژه در امور مربوط به سیاست‌های گمرکی فعالیت می‌کرد.

### تغییر نام
پس از سال‌ها بحث، حزب دهقان در ژوئن ۱۹۵۹ به حزب خلق نروژ (دموکرات‌ها) تغییر نام داد، اما این نام در مبارزات انتخاباتی مشکلاتی ایجاد کرد. سرانجام در یک نشست سراسری فوق‌العاده در پاییز ۱۹۵۹، نام حزب دهقان، تغییر یافت و به  سنتر پارتی، تبدیل شد. تغییر نام حزب از جمله به دلیل کاهش تعداد کشاورزان و نیاز حزب، به جذب اقشار گسترده‌تری از مردم بود.